# شوت أمان فاليخانوف
شوت أمان فاليخانوف (26 أبريل 1932 - 31 مارس 2021) نحات ومهندس سوفيتي وكازاخستاني. كان مع جاندربك مليبيكوف مصمم شعار كازاخستان الذي تم اعتماده في 4 يونيو 1992. درس في معهد موسكو المعماري.
توفي فاليخانوف في 31 مارس 2021 عن عمر يناهز 88 عامًا.